# Karlsruhe (incrociatore)
La  Karlsruhe fu un incrociatore leggero della Kriegsmarine tedesca, seconda unità della Classe Königsberg, entrata in servizio nel 1929 e attiva durante la seconda guerra mondiale.

## Vita operativa
Impostata nei cantieri Deutsche Werke di Kiel il 27 luglio 1926, venne varata il 28 agosto 1927 con il nome di Karlsruhe, in onore dell'omonima città; entrò in servizio il 6 novembre 1929. Dopo alcune esercitazioni nel Mar Baltico, la nave intraprese, tra il 1930 e il 1936, ben cinque viaggi intorno al mondo, visitando le Americhe, l'Asia e l'Africa orientale. Tra il dicembre del 1936 e il febbraio del 1937, partecipò alla sua prima missione operativa, inserita in una squadra navale internazionale incaricata di contrastare il contrabbando di armi durante la guerra civile spagnola. Tra il maggio del 1938 e il novembre del 1939, la Karlsruhe venne sottoposta ad estesi lavori di riparazione e modifica nei cantieri navali di Wilhelmshaven: in particolare, venne lievemente aumentata la larghezza dello scafo (portata a 16,8 metri) e il dislocamento (portato a 8.350 tonnellate).
Visto che si trovava in cantiere, non prese parte alle prime missioni della Marina tedesca allo scoppio della seconda guerra mondiale. Nell'aprile del 1940, prese invece parte all'Operazione Weserübung, l'invasione tedesca di Danimarca e Norvegia, come nave ammiraglia del Marinegruppe 4 incaricato di occupare il porto norvegese di Kristiansand. All'alba del 9 aprile 1940, il Marinegruppe 4 arrivò in vista del fiordo di Kristiansand, ma la fitta nebbia impedì alle navi tedesche di entrarvi fino alle 6:20; con in testa la Karlsruhe, le navi tedesche si diressero verso il porto, ma i cannoni norvegesi da 210 mm appostati sull'isola di Odderøy aprirono il fuoco, costringendole a ritirarsi per evitare di essere colpite. Verso le 9:00, un'incursione aerea mise fuori combattimento le batterie costiere norvegesi, e la squadra tedesca poté così completare la missione senza ulteriori problemi.
Il piano tedesco prevedeva che, una volta completata la missione, le navi rientrassero al più presto in patria, onde sfuggire agli attacchi aerei britannici; scaricate le truppe che trasportava, la Karlsruhe salpò quindi dal porto di Kristiansand già la sera del 9 aprile, facendo rotta verso la Germania con la scorta di tre torpediniere. Verso le 20:00, la nave si trovava in navigazione nello Skagerrak, quando venne avvistata dal sommergibile britannico HMS Truant; il sommergibile lanciò due siluri, uno dei quali colpì la Karlsruhe tra le sezioni V e VI dello scafo, distruggendo entrambi i motori e la centrale elettrica. Ormai impossibilitata a muoversi e con una grande quantità di acqua imbarcata, la Karlsruhe venne abbandonata dall'equipaggio e finita con due siluri lanciati dalla torpediniera tedesca Greif.
Il relitto è affondato fino a una profondità di 490 metri, 11 miglia nautiche a sud-est di Kristiansand. È stato individuato in un'area con cavi elettrici sottomarini nel giugno 2020.